# حي الأميرية (حماة)
يُعتبر حي الأميرية من أهم الأحياء التاريخية في مدينة حماة في سوريا، وقد تغنّى به الشعراء قديماً في عهد الأمويين والعباسيين والعثمانيين. يَحد حي الأميرية من الشمال «حي الصحة» ومن الجنوب حيَّا «الشرقية» و«السخانة» ومن الشرق «حي التكية» ومن الغرب حيَّا «الحميدية» و«عين الباد». يبلغ عدد سكان الحي 15,000 نسمة، ولا يزال عدد السكان يَتزايد باستمرار.

## التاريخ
كان حي الأميرية مركزاً من مراكز القرار، إذ كان يُوجد فيه مركز دار الحكم في المنطقة، وقد سمي بالأميرية نسبة لوٌجود مركز الحكم والمباني الأميرية (مباني الأمراء) فيه. وقد انطلقت من منطقة الأميرية في الماضي أوَّل شرارة للثورة ضد الحكم العثماني في مدينة حماة، وفي أيام الاستعمار الفرنسي لسوريا انطلقت ثورة شعبية من الحي ضد المُستعمرين بقيادة «حج حسن حبابو». وفي الوَقت الحاضر لا زالَ الحي ذا مُشاركة فاعلة في حركة الاحتجاجات السورية 2011 ضد نظام بشار الأسد (فيديو على يوتيوب).

## المرافق العامَّة
يُوجد في حي الأميرية أكبر وأقدم مستشفى في مدينة حماة، وهوَ «المشفى الوطني» الذي أصبحَ يُسمَّى الآن «مجمع الأسد الطبي». يَضمُّ الحي أيضاً عدداً من المساجد الكبيرة والمعروفة في المنطقة، مثل مسجد أبو بكر الصديق ومسجد المناخ ومسجد التكية، ويُشتهر الحي بالصناعات الحرفية واليدوية والغذائية مثل الحلويات الشرقية والغربية ومشتقات الألبان، إضافة إلى المحلات التجارية المُختلفة.
افتُتح في الحي نادي ثقافيٌّ ورياضي باسم «نادي العروبة الشبابي» منذ زمن يُوفر نشاطات كثيرة للأهالي، تشمل الفن والثقافة والرياضة. وتُوجد في الحيِّ أيضاً فرقة موسيقية خاصة تُشارك في إقامة الأفراح والمناسبات العامة به، وتُسمى «فرقة ليالي الشرق الموسيقية».
من أهم المدارس والمعاهد في الحي مدرسة «ثانوية صلاح حمود خضير» التي تتميز بسمعة طيبة حيث تحتوي الثانوية على كادر تدريسي مميز و«مدرسة الفنون النسوية»، كما يَشملُ الحي بعض الفنانين المعروفين محلياً وأعمالهم تُنشر أحياناً على شاشات التلفزيون العربي السوري والفضائيات الأخرى. ونسبة وُجود الفنانين عالية بعض الشيء في حي الأميرية، ولذلك فقد لُقب الحي - كما في شارع محمد علي في القاهرة بـ«شارع الفن».